# Skåns

Vlag van Skåne

Wapen van Skåne

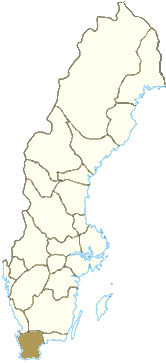
Skåne in Zuid-Zweden

Skåns (verouderd: Schoons, Zweeds skånska, Deens skånsk) is een groep sterk aan elkaar verwante dialecten gesproken in Skåne, een landschap in het zuiden van Zweden. Het wordt door sommige Scandinavische taalkundigen gezien als een dialect van het Zweeds, door andere Scandinavische taalkundigen als een dialect van het Deens. Door SIL International (ISO 639-3:scy) wordt het geclassificeerd als een aparte taal. Een taal die niet alleen het dialect van Skåne, maar ook die van Halland (halländska), Blekinge (blekingska), en het Deense eiland Bornholm (bornholmsk) bevat. Deze bredere definitie komt overeen met de omvang van Skåneland (Terra Scania), een term met vooral historische invulling. De middeleeuwse Skånse wet (Den skånske lov) ging over alle vier de provincies en het Landsting. De reden voor het zien van het Skåns als een aparte taal is hoofdzakelĳk historisch en etnisch. Het vervult de meest algemeen geaccepteerde moderne criteria voor het zĳn van een aparte taal van het Zweeds niet, gezien er in het Skåns goed te communiceren is met andere varianten van het Zweeds. Noch de Zweden, noch meerderheid van Skåningen beschouwen het Skåns als aparte taal.
Het Skåns is een van de meest duidelijke en herkenbare dialecten in Zweden. In een enquête op de website van de Zweedse krant Aftonbladet, waaraan meer dan 30.000 mensen meededen, stond Skåns tweede bij de mooiste dialecten (met 12,5% van de stemmen), maar ook eerste bij de lelijkste dialecten (39,4%).

## Geschiedenis
Voor de 18e eeuw kan het Skåns gezien worden als dialect van het Deens.
Na de Zweedse verwerving van de Deense gebieden Skåne, Blekinge en Halland, bĳ de Vrede van Roskilde in 1658, vond er een verzweedsing plaats, wat ook een omschakeling van de taal gebruikt in kerken bevatte. Een vergelĳkbare verandering vond plaats in nieuw verworven provincies aan de westkust en bĳ de grens met Noorwegen. Bornholm, dat ook deel uitmaakte van Skåneland, werd verloren door de Zweden in 1659. Het dialect van Bornholm bleef een stadium tussen het Skåns en Deens. De transformatie werd succesvoller in de 20e eeuw, met de opkomst van de Zweedse taal op radio en televisie en de groei van het reizen naar andere gebieden in Zweden. De taaltransformatie van Deens naar Zweeds resulteerde in een lokale samensmelting van deze twee talen.
Skåns verwierf veel Zweedse kenmerken sinds de 18e eeuw. Het resultaat van deze langzame verandering is een ietwat ongewone lokale vorm van uitspraak en enkele kleine verschillen in spraakkunst en woordenschat met het Standaardzweeds.
De kenmerkende Skånse tweeklanken, die niet voorkomen in het Deens en Zweeds, zĳn volgens sommigen het resultaat van pogingen van Skåningen om de Zweedse uitspraak te kopiëren. Echter, taalkundigen verwerpen deze verklaring voor de klankverandering. Momenteel zĳn er geen universeel geaccepteerde theorieën voor de klankverandering.

### Moderne geschiedenis
De interesse in het Skånse dialect onder het algemene publiek en academici ontstond in het begin van de 19e eeuw met de komst van volkskundingen. Volgens Helmer Lång kregen het Skånse dialect en zĳn volksverhalen niet genoeg aandacht, omdat de Zweden het Skåns zag als Deens, en de Denen, aan de andere kant, omgang met dit gebied vermeden dat ze het zo pĳnlĳk hadden verloren in 1658.
Aan het einde van de 19e eeuw ontstond er nieuwe interesse voor het Skåns. Een vroege bepleiter was Henrik Wranér (1853-1908). Hĳ schreef boeken over het Skånse dialect (Kivikja Snackk..., 1901). Zĳn aandeel werd gemanifesteerd met zĳn Geselecteerde werken (Valda Verk) dat uitgebracht werd in 1922-23. Zĳn eerste opvolger was Axel Ebbe (1869-1941). Hĳ schreef Rijm å rodevelske in het Skåns, samen met een geestige vertaling van de Bijbel (Bibelsk historie, 1949).
Skåns was niet erg bekend ten noorden van Skåneland en aangrenze gebieden tot de Skånse filmacteur Edvard Persson zich in de harten van de Zweedse natie zong tĳdens de jaren 30 en 40 van de 20e eeuw. Meer recent hebben radio-dj's Kjell Stensson en Sten Broman het dialect populair gemaakt.
Artiesten Mikael Wiehe en Björn Afzelius hielden hun accenten terwĳl ze het land door reisden en zongen. Het maakte het genre populairder en meer artiesten volgden.

### Tegenwoordig
Er is een flink aantal zangers en andere bekende Zweden met een duidelĳk Skåns accent. Hans Alfredson is de afgelopen 50 jaar een populair showman en zanger geweest. Thomas Öberg, zanger van de Zweedse band Bob Hund is een spreker van het Skåns en zingt met een duidelĳk Skåns accent. De band Kal P. Dal, rockartiest Peps Persson en de band Joddla med Siv zĳn populairse voorbeelden van Skånse artiesten. De folkzanger Danne Stråhed is zeer populair in bepaalde regionen, hĳ is mede bekend vanwege zĳn lied När en flicka talar skånska (Als een meisje Skåns spreekt)
Recent zĳn er verschillende Skånse woordenboeken gepubliceerd, veelal humoristisch geschreven. Aangezien er geen standaard variant van het Skåns is, is het altĳd discutabel welke woorden er wel en niet in moeten komen.

## Woordenschat
De algemene woordenschat van het Skåns verschilt niet veel van het Standaardzweeds, een aantal specifieke Skånse woorden bestaan en zĳn bekend in heel Skåne en worden regelmatig gebruikt door de meerderheid van de sprekers.
- påg , "jongen" (Standaardzweeds: pojke)
- rullebör, "kruiwagen" (Standaardzweeds: skottkärra, Deens: trillebør)
- pantoffel/pantoffla, "aardappel" (Standaardzweeds: potatis)
- rälig, "lelĳk" (Standaardzweeds: ful, äcklig)